# James Howden (aviron)
Pour les articles homonymes, voir Howden.
James Howden, né le 4 septembre 1934 et mort le 10 octobre 1993 , est un rameur d'aviron australien.

## Carrière
James Howden a participé aux Jeux olympiques de 1956 à Melbourne. Il a remporté la médaille de bronze  avec le huit australien composé de Michael Aikman, David Boykett, Brian Doyle, Fred Benfield, Walter Howell, Garth Manton, Adrian Monger et Harold Hewitt.